# بنجامين جوزيف ويب
بنجامين جوزيف ويب (بالإنجليزية: Benjamin Joseph Webb)‏ هو صحفي ومُحرِّر وسياسي أمريكي، ولد في 25 فبراير 1814، وتوفي في 2 أغسطس 1897.